# 中国国际象棋棋王棋后赛
中国国际象棋棋王棋后赛是中国国际象棋界的顶级赛事之一，目前共举办过三届。

## 1998年
首届“皇庄杯”国际象棋棋王棋后赛于1998年1月8日至15日在山东济南举行，男女各有8名棋手参赛。比赛为单循环制，此后男女各前两名再加赛两轮，以决出棋王、棋后。最终，童渊铭、许昱华分获棋王、棋后头衔。
此外，国际象棋女子世界冠军谢军在比赛期间还进行了车轮战表演。

## 2009年
2009年，“茅台王子杯”国际象棋棋王棋后赛在辽宁锦州举行。男子组参赛棋手为王玥、倪华、王皓、李超、周健超、卜祥志、张鹏翔、丁立人，女子组参赛棋手为侯逸凡、赵雪、许昱华、阮露菲、沈阳、黄茜、居文君、谭中怡。比赛采用七轮单循环赛制，最终王玥、侯逸凡分获棋王、棋后称号。

## 2015年
2015年“体彩杯”中国国际象棋棋王棋后赛在浙江台州举行。男子组参赛棋手为丁立人、余泱漪、韦奕、王玥、卜祥志、倪华、赵骏、卢尚磊，女子组参赛棋手为居文君、赵雪、谭中怡、沈阳、郭琦、雷挺婕、丁亦昕、朱锦尔。比赛采用淘汰赛制，最终韦奕战胜卜祥志获得棋王称号，谭中怡则经过5轮加赛战胜居文君获得棋后称号。